# 梅兹罗勒
梅兹罗勒（法語：Mézerolles，法語發音：[mɛzʁɔl]）是法国上法蘭西大區索姆省的一个市镇，属于亚眠区。

## 地理
梅兹罗勒（50°11'15"N, 2°14'6"E）面积6.44 平方千米，位于法国上法蘭西大區索姆省，该省份为法国北部沿海省份，北起加来海峡省和北部省，西接滨海塞纳省和大西洋英吉利海峡，南至瓦兹省，东临埃纳省。
与梅兹罗勒接壤的市镇（或旧市镇、城区）包括：巴利、欧蒂河畔弗罗昂、勒梅亚尔、乌特勒布瓦、勒迈尼勒。
梅兹罗勒的时区为UTC+01:00、UTC+02:00（夏令时）。

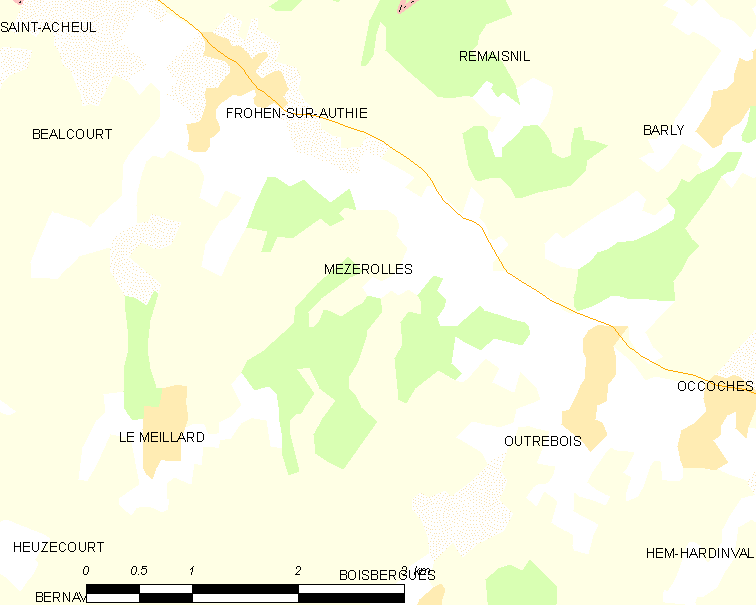
梅兹罗勒的OSM定位图

## 行政
梅兹罗勒的邮政编码为80600，INSEE市镇编码为80544。

## 政治
梅兹罗勒所属的省级选区为杜朗县。

## 人口

1962-2008年间梅兹罗勒人口变化图示

梅兹罗勒于2022年1月1日时的人口数量为182人。